# 天鹽郡
天鹽郡（日语：／ Teshio gun */?）為日本北海道的郡，同時跨越了留萌振興局和宗谷綜合振興局的轄區。
郡名來自阿伊努語的「tes-o-pet」、「tes-us-i」或「tes-un-i」（有魚梁的河流）。

## 轄區
轄區包含4町：
- 留萌振興局
  - 遠別町
  - 天鹽町
- 宗谷綜合振興局
  - 豐富町
  - 幌延町

## 沿革

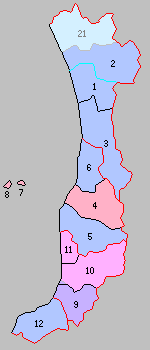
北海道一・二級町村制施行時天盐郡下辖町村（1.天盐村 2.幌延村 3.远别村 水色：分立現存町村 21.丰富村）

- 1869年8月15日：北海道設置11國86郡，天鹽國天鹽郡成立。
- 1897年：實施支廳制，天鹽郡隸屬增毛支廳之管轄。
- 1897年11月：北海道實施支廳制，天鹽國天鹽郡隸屬增毛支廳之管轄，此時天鹽郡下轄天鹽村、幌延村、沙流村、遠別村。[1]（4村）
- 1914年：增毛支廳改名為留萌支廳。
- 1915年4月1日：天鹽村成為北海道二級村。[2]
- 1919年4月1日：幌延村、沙流村合併為幌延村，並和遠別村同時成為北海道二級村。[3]（3村）
- 1924年4月1日：天鹽村改制成為天鹽町，成為一級町。（1町2村）
- 1940年9月1日：幌延村原沙流村區域分村，設置豐富村，成為二級村。[4]（1町3村）
- 1948年10月2日：豐富村改隸屬宗谷支廳管轄。
- 1949年4月1日：遠別村改制為遠別町。[5]（2町2村）
- 1950年11月：豐富村的天興、曙地區改隸屬稚內市。
- 1959年1月1日：豐富村改制為豐富町。（3町1村）
- 1960年9月1日：幌延村改制為幌延町。（4町）
- 1967年：由於天鹽川改道，天鹽町與幌延町之間的分界隨之修改。